# Digitale animatie
Digitale animatie is een vorm van digitale beeldtechniek die gebruikt wordt in de huidige filmwereld, televisie, computerspellen, simulatie, en op andere gebieden wordt toegepast. Hierbij wordt gebruikgemaakt van 3D-computergraphics. Het staat ook bekend als computer-generated imagery (CGI) of computeranimatie. Digitale animatie is in feite een opvolger voor de meer traditionele animatie, tekenfilms.
Voor het maken van animaties wordt gebruikgemaakt van 3D-computersoftware.

## Geschiedenis in de filmindustrie
De meest in het oog springende animatievoorbeelden komen waarschijnlijk uit de filmindustrie, die al vele jaren dankbaar gebruikmaakt van deze techniek.
- De allereerste digitale animaties verschenen in de vorm van lichteffecten en lasers in Close Encounters of the Third Kind (1977) van Steven Spielberg en in Star Wars: Episode IV: A New Hope (1977) van George Lucas. In de latere twee Star Warsfilms (1980 en 1983) zag men ook volledig digitale lichtzwaarden (in de vorige film waren het digitaal ingekleurde zwaarden met reflecterend materiaal).
- In Ghostbusters (1984) van Ivan Reitman verscheen digitale bliksem.
- De eerste driedimensionale figuur verscheen in Young Sherlock Holmes (1985), van Barry Levinson.
- In Aliens (1986) van James Cameron verschenen digitale schichten van elektriciteit, plus een explosie.
- In Predator (1987) van John McTiernan verschenen voor die tijd erg gecompliceerde computerbeelden.
- De watertentakel in The Abyss (1989), ook van James Cameron, was ook een computeranimatie, een van de beste uit die tijd.
- In Tremors (1990) van Ron Underwood verschenen in enkele scènes even digitale tentakels of volledige wormen (in ongeveer drie korte shots). Dit was extra lastig vanwege het heldere daglicht.
- In Predator 2 (1990) van Stephen Hopkins verschenen animaties die er zelfs tien jaar later nog goed uitzagen.
- In Innuendo, een nummer van de band Queen, werd gebruikgemaakt van kleipoppetjes en stukjes van de band zelf, want zanger Freddie Mercury was ernstig ziek (aids).
- In Terminator 2: Judgment Day (1991) nam de vloeibare robot allerlei vormen en kleuren aan en in Alien 3 (1992) van David Fincher verscheen het monster af en toe digitaal - beide de meest ingewikkelde animaties in die tijd.
- Jurassic Park (1993) van Steven Spielberg was een mijlpaal: de kwaliteit van computeranimatie ging sterk omhoog en deze techniek werd vanaf toen overal waar het nodig was toegepast.
- In The Lion King (1994) van Roger Allers en Rob Minkoff zien we voor het eerst de tradigital.
- Onder de titel ReBoot (1994) verscheen de eerste volledig digitale televisieserie. De serie zelf speelt zich ook nog eens af ín een digitale wereld.
- In Jumanji (1995) van Joe Johnston verscheen voor het eerst digitaal haar, al moesten er nog verbeteringen komen.
- Toy Story (1995) van John Lasseter was de eerste volledig digitale film - een ware mijlpaal.
- In 1996 gaat Beast Wars, de tweede volledig digitale televisieserie, van start. Dit was een animatie gelijkwaardig aan de eerder genoemde serie ReBoot.
- Draco uit Dragonheart (1996) van Rob Cohen was het eerste computerpersonage in een live-actionfilm.
- Mighty Joe Young (1998) van Ron Underwood perfectioneerde de digitale vacht.
- Walking with Dinosaurs (1999) van Tim Haines en Jasper James introduceerde digitale animatie bij televisiedocumentaires.
- In Dinosaur (2000) werden de mogelijkheden van vacht nog verder uitgewerkt: wapperen, nat worden en bewegen als erdoor gewreven wordt.
- Final Fantasy: The Spirits Within (2001) van Hironobu Sakaguchi toonde voor het eerst zeer realistische digitale mensen. Dat gebeurde ook in Shrek (2001) van Andrew Adamson en Victoria Jenson. Bij deze laatste wordt gezegd dat het betreffende personage expres iets minder realistisch werd gemaakt omdat men het anders zou gaan zien als het einde van de echte film.[bron?]
- In 2002 verschenen drie van de ingewikkeldste digitale personages tot nu toe: 
  - Gollem uit The Lord of the Rings: The Two Towers van Peter Jackson.
  - Dobby uit Harry Potter and the Chamber of Secrets van Chris Columbus.
  - Yoda uit Star Wars: Episode II: Attack of the Clones van George Lucas.
- Op 24 maart 2006 ging de film Elephants Dream in première, 's werelds eerste animatiefilm gemaakt met opensourcesoftware, voornamelijk het programma Blender.
- Op 10 december 2009 was de première van de film Avatar, een van de grootste bioscoopsuccessen voor animatie, wederom van pionier James Cameron. Avatar was ook het eerste grote succes voor het gebruik van stereoscopie in films.

Nog steeds ontwikkelt men betere digitale animatie. Met programma's zoals 3D Studio Max en Blender is digitale animatie ook beschikbaar voor mensen thuis.